# Laraesima brunneoscutellaris
Laraesima brunneoscutellaris är en skalbaggsart som först beskrevs av Friedrich F. Tippmann 1960.  Laraesima brunneoscutellaris ingår i släktet Laraesima och familjen långhorningar. Inga underarter finns listade i Catalogue of Life.